# Thymus carnosus
Thymus carnosus — вид рослин родини глухокропивові (Lamiaceae), Ендемік півдня Португалії й південного сходу Іспанії. Етимологія: лат. carnosus — «м'ясистий».

## Опис
Напівчагарник 15–30 см заввишки. Стебла підняті, коли молоді з чотирикутним перетином. Листки 4–4.5 × 1–1.5 мм, лінійно-еліптичні, м'ясисті, запушені знизу, з жовтуватими сфероїдальними залозами на всій поверхні. 
Суцвіття 9–12 мм у діаметрі, головоподібні. Приквітки 5–6 × 3–4 мм, ширші, ніж листки, яйцюваті, війчасті, з розкиданими сфероїдальними залозами, іноді з залозистими волосками на нижній поверхні. Чашечка 3.5–4.5 мм; трубка ≈2 мм, запушена. Вінчик ≈5 мм, білий або кремовий. Горішки 0.8–0.9 × 0.5–0.7 мм, кулясті. 2n = 56.

## Поширення
Ендемік півдня Португалії й південного сходу Іспанії.
Населяє прибережні піски й напівзафіковані дюни.